# Beličij
Beličij (in russo Беличий; in italiano "scoiattolo") è un'isola della Russia nel mare di Okhotsk che fa parte dell'arcipelago delle isole Šantar. Amministrativamente appartiene al Tuguro-Čumikanskij rajon del kraj di Chabarovsk, nel Circondario federale dell'Estremo Oriente.

## Geografia
Beličij è situata a sud dell'isola Bol'šoj Šantar, da cui la separa lo stretto Severo-Vostočnyj (Северо-Восточный пролив), a est di Malyj Šantar, separata dallo stretto Opasnyj (пролив Опасны), a nord della penisola di Tugur, separata dallo stretto di Lindgol'm (пролив Линдгольма). L'isola ha una superficie di 70 km². Si estende da nord-est a sud-ovest per una lunghezza di circa 20 km e ha una larghezza che varia dai 1,5 ai 7 km, la sua altezza massima è di 453 m s.l.m. La punta settentrionale dell'isola si chiama capo Severnyj (мыс Северный), quella più meridionale capo Južnyj (мыс Южный). L'isola è ricoperta da foreste di larici. A est dell'isola, distanti 2-2,5 km, ci sono tre piccole isole che fanno parte dell'arcipelago: Severnyj, Srednij e Južnyj (in italiano "settentrionale, centrale e meridionale"), nomi che rispecchiano la loro posizione.
Assieme ad altre isole dell'arcipelago è inclusa nella Riserva naturale statale «isole Shantar» (Национа́льный парк «Шанта́рские острова́»).